# Oblężenie Edo
Z początkiem XVI w. klan Go-Hōjō rozpoczął ekspansję w regionie Kantō, zajmując prowincje Izu i Sagami.  W 1524 roku syn założyciela klanu, Ujitsuna Hōjō, wyruszył przeciwko twierdzy Edo. Samo Edo było wówczas zwykłą wioską rybacką, ale zamek (dzisiejszy Pałac Cesarski w Tokio) leżał w centrum istotnego ośrodka uprawy ryżu. Zamek należał do klanu Uesugi, a dowódcą jego załogi był Tomooki Uesugi.
Aby odeprzeć atak napastników, Tomooki Uesugi wyprowadził swoich żołnierzy z zamku, aby wydać Hōjō bitwę podczas ich przeprawy przez rzekę Takanawa. Jednak Ujitsuna Hōjō przeprowadził swoje siły dookoła sił Uesugi, aby zaatakować je od tyłu. Kiedy jednostki rozpoczęły odwrót do zamku, Uesugi dowiedział się, że dowódca garnizonu, Suketaka Ōta, zdradził go i otworzył bramę dla jednostek klanu Hōjō.
Bitwa ta była początkiem walk pomiędzy klanami Hōjō i Uesugi, o panowanie nad rejonem Kantō, które trwały siedemnaście lat.